# Кирклин, Джон Уэбстер
Кирклин, Джон Уэбстер (5 августа 1917 год — 21 апреля 2004 год)— американский кардиохирург, профессор хирургии в Университете Алабамы.

## Биография
Джон Уэбстер Кирклин родился 5 августа 1917 года в Манси (штат Индиана). Отец Джона Byrl R. Kirklin, врач-рентгенолог, был принят на работу в клинику братьев Мейо, в Рочестере, штат Миннесота, и возрасте восьми лет Джон переехал туда. В последующем отец Джона стал руководителем отдела радиологии, а в 1937 году избран президентом ассоциации радиологов Америки. По окончании школы юный Джон поступил на медицинский факультет университета Миннесоты, и 1938 году получил степень бакалавра. Своё обучение он продолжил в Гарвардской медицинской школе, последняя расположена в городе Бостон, штат Массачусетс, а 1942 году получил степень доктора медицины. Дальнейшая практика врача-хирурга продолжалась в университете Пенсильвании до 1943 года, после чего Джон вернулся в клинику Мейо, где продолжил свою деятельность. С 1944 года Кирклин служил в армии. Служба проходила в госпитале O’Railly (штат Миссури), где доктор Кирклин работал в качестве врача-нейрохирурга. В 1946 году он уволился из армии в звании капитана. В 1946 году доктор Джон Кирклин устроился в детской больнице города Бостон, где под руководством доктора Роберта Гросса, пионера сердечно-сосудистой хирургии, начал свой путь врача-кардиохирурга. В то время доктор Гросс был всемирно известен первыми операциями по перевязке открытого артериального протока. В 1950 году Джон Кирклин принят в штат сотрудников клиники Мейо в качестве сердечно-сосудистого хирурга. В мае 1953 года Джон Гиббон в Филадельфии впервые в мире выполнил успешную операция на открытом сердце, по поводу дефекта межпредсердной перегородки, с использованием аппарата искусственного кровообращения. Эта операция была первой из серии пяти операций выполненной Гиббоном в 1950 году. В последующем четверо из пяти пациентов доктора Гиббона умерли из-за различных осложнений, в связи с чем автор первого аппарата искусственного кровообращения отказался от проведений операций на открытом сердце. 26 марта 1954 года Уолтон Лиллехай выполнил закрытие дефекта межжелудочковой перегородки на открытом сердце с использованием разработанной им самими методикой «cross circulation». Данные события сподвигли молодого Кирклина на усовершенствование аппарата искусственного кровообращения Гиббона. По мнению доктора Кирклина и его коллеги Earlа Wood главная проблема в аппарата искусственного кровообращения — это оксигенатор. Изучив строение машины Гиббона, созданной при участии Томаса Уотсона старшего, президента IBM (International Business Machines Corporation), и аппарата Forest Dodrill, созданного совместно с General Motors в Детройте, доктор Кирклин и группа инженеров клиники Мейо сконструировали аппарат «сердце-легкие». В марте 1955 года была выполнена первая операция из серии восьми операций на открытом сердце с применением улучшенного аппарата искусственного кровообращения. В результате серии данных операций выжило четверо больных. В 1960 году Джон Кирклин удостоен звания профессора хирургии. В период с 1964 по 1966 года был руководителем отделения хирургии клиники Мейо. В 1966 году доктор Кирклин стал руководителем отделения кардиоторакальной хирургии в университете Алабамы, Бирмингем (Алабама). В период с 1978 по 1979 года Кирклин являлся президентом ассоциации торакальных хирургов Америки. В 1982 года Джон покинул должность руководителя отделения хирургии, но продолжал оперировать вплоть до 1989 года. Джон У. Кирклин скончался 21 апреля 2004 года в результате черепно-мозговой травмы в Бирмингеме (штат Алабама), где и был похоронен на кладбище Emlwood.

## Труды
За время своей работы профессор Кирклин написал около семисот научных статей. В своем труде "Физиологические и клинические основы хирургической кардиологии" академик Борис Александрович Константинов прямо излагает, что основная часть книги заимствована из "Голубой книги" Кирклина, написанной им для своих начинающих врачей . Так же Кирклином разработан алгоритм анализа состояния больного в палате реанимации, методика подготовки кадров по кардиохирургии. Долгое время Джон Кирклин являлся редактором журнала грудной и сердечно-сосудистой хирургии в США. Совместно с Brian G. Barratt-Boyec Кирклин написал книгу Cardiac Surgery, которая переиздавалась несколько раз и актуальна по сей день.

## Награды
Джон У. Кирклин является членом более шестидесяти различных организаций местного и международного значения, имеет различные награды, в том числе премию Рудольфа Мэйтас в сосудистой хирургии, награду Американской кардиологической ассоциации исследований Achievement Award, медаль Королевского колледжа Листера, а также является шестым обладателем медали Ray C. Fish Техасского института сердца и многих других наград и премий.